# Børge Lund (handball)
Pour les articles homonymes, voir Børge Lund.
Børge Lund, né le 13 mars 1979 à Bodø, est un ancien joueur de handball norvégien évoluant au poste de demi-centre. Il est désormais entraîneur et est à ce titre sélectionneur-adjoint de l'équipe nationale de Norvège depuis 2016.

## Palmarès de joueur

### En clubs
Compétitions internationales
- Vainqueur de la Ligue des champions en 2010
- Vainqueur de la Supercoupe d'Europe (1) : 2007

Compétitions nationales
- Vainqueur du Championnat d'Allemagne (1) : 2008, 2009, 2010
- Vainqueur de la Coupe d'Allemagne (2) : 2008, 2009
- Vainqueur de la Supercoupe d'Allemagne (1) : 2007
- Vainqueur de la Coupe de Norvège (1) : 2015

### En sélection
championnats du monde
- 9e place au championnat du monde 2011 en Suède

championnats d'Europe
- 14e place au championnat d'Europe 2014 au Danemark
- 13e place au championnat d'Europe 2012 en Serbie
- 7e place au championnat d'Europe 2010 en Autriche
- 6e place au championnat d'Europe 2008 en Norvège

## Palmarès d'entraîneur
- Médaille d'argent au championnat du monde 2017 en France